# Đoạn lá bạc

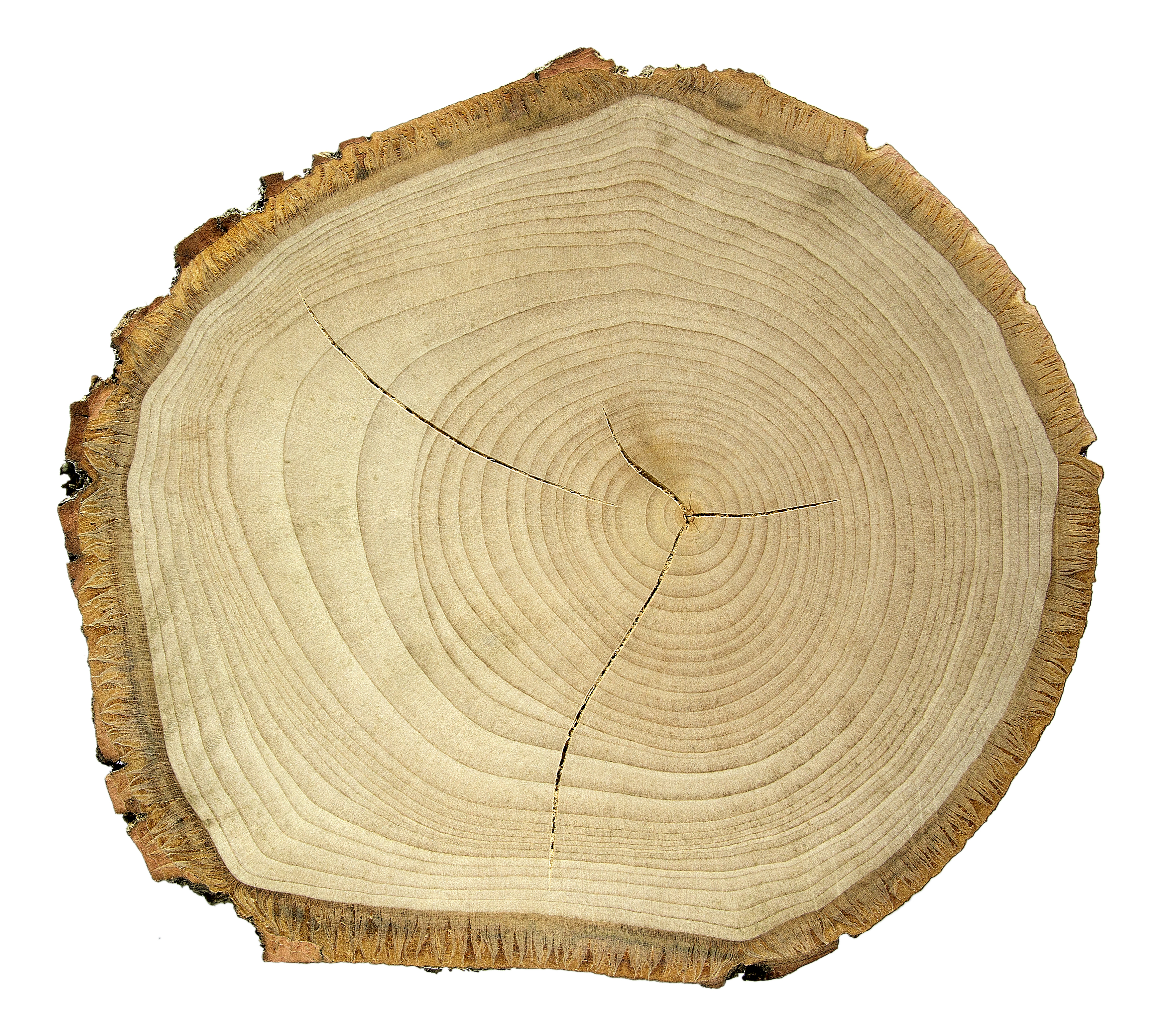
Tilia tomentosa

Đoạn lá bạc, tên khoa học Tilia tomentosa, là một loài thực vật có hoa trong họ Cẩm quỳ. Loài này được Conrad Moench miêu tả khoa học đầu tiên năm 1785.